# Llista d'asteroides/114601–114700
| Nom                   | Designació provisional | Data de descobriment | Lloc de descobriment | Descobridor/s                   |
| --------------------- | ---------------------- | -------------------- | -------------------- | ------------------------------- |
| 114601 -              | 2003 CB12              | 2 de febrer, 2003    | Palomar              | NEAT                            |
| 114602 -              | 2003 CD12              | 2 de febrer, 2003    | Palomar              | NEAT                            |
| 114603 -              | 2003 CY12              | 2 de febrer, 2003    | Palomar              | NEAT                            |
| 114604 -              | 2003 CC13              | 3 de febrer, 2003    | Palomar              | NEAT                            |
| 114605 -              | 2003 CL15              | 4 de febrer, 2003    | Haleaala             | NEAT                            |
| 114606 -              | 2003 CV18              | 6 de febrer, 2003    | Socorro              | LINEAR                          |
| 114607 -              | 2003 DZ4               | 19 de febrer, 2003   | Palomar              | NEAT                            |
| 114608 Emanuelepace   | 2003 DC7               | 23 de febrer, 2003   | Campo Imperatore     | CINEOS                          |
| 114609 -              | 2003 DT7               | 22 de febrer, 2003   | Palomar              | NEAT                            |
| 114610 -              | 2003 DN8               | 22 de febrer, 2003   | Palomar              | NEAT                            |
| 114611 -              | 2003 DE9               | 24 de febrer, 2003   | Campo Imperatore     | CINEOS                          |
| 114612 Sandrasavaglio | 2003 DV12              | 26 de febrer, 2003   | Campo Imperatore     | CINEOS                          |
| 114613 Antoninobrosio | 2003 DS15              | 25 de febrer, 2003   | Campo Imperatore     | CINEOS                          |
| 114614 -              | 2003 DQ17              | 22 de febrer, 2003   | Goodricke-Pigott     | J. W. Kessel                    |
| 114615 -              | 2003 DA18              | 19 de febrer, 2003   | Palomar              | NEAT                            |
| 114616 -              | 2003 DK19              | 21 de febrer, 2003   | Palomar              | NEAT                            |
| 114617 -              | 2003 DU20              | 22 de febrer, 2003   | Palomar              | NEAT                            |
| 114618 -              | 2003 EO                | 3 de març, 2003      | Palomar              | NEAT                            |
| 114619 -              | 2003 EP                | 3 de març, 2003      | Haleakala            | NEAT                            |
| 114620 -              | 2003 EL4               | 6 de març, 2003      | Desert Eagle         | W. K. Y. Yeung                  |
| 114621 -              | 2003 ET5               | 5 de març, 2003      | Socorro              | LINEAR                          |
| 114622 -              | 2003 EZ7               | 6 de març, 2003      | Anderson Mesa        | LONEOS                          |
| 114623 -              | 2003 EJ8               | 6 de març, 2003      | Anderson Mesa        | LONEOS                          |
| 114624 -              | 2003 EX9               | 6 de març, 2003      | Anderson Mesa        | LONEOS                          |
| 114625 -              | 2003 EQ10              | 6 de març, 2003      | Socorro              | LINEAR                          |
| 114626 -              | 2003 EP13              | 6 de març, 2003      | Socorro              | LINEAR                          |
| 114627 -              | 2003 EZ15              | 7 de març, 2003      | Palomar              | NEAT                            |
| 114628 -              | 2003 ET16              | 8 de març, 2003      | Nogales              | P. R. Holvorcem, M. B. Schwartz |
| 114629 -              | 2003 EU16              | 6 de març, 2003      | Anderson Mesa        | LONEOS                          |
| 114630 -              | 2003 EW17              | 6 de març, 2003      | Anderson Mesa        | LONEOS                          |
| 114631 -              | 2003 ET19              | 6 de març, 2003      | Goodricke-Pigott     | Goodricke-Pigott                |
| 114632 -              | 2003 EB21              | 6 de març, 2003      | Anderson Mesa        | LONEOS                          |
| 114633 -              | 2003 EW21              | 6 de març, 2003      | Socorro              | LINEAR                          |
| 114634 -              | 2003 EN24              | 6 de març, 2003      | Socorro              | LINEAR                          |
| 114635 -              | 2003 EW26              | 6 de març, 2003      | Socorro              | LINEAR                          |
| 114636 -              | 2003 EW28              | 6 de març, 2003      | Socorro              | LINEAR                          |
| 114637 -              | 2003 EY28              | 6 de març, 2003      | Socorro              | LINEAR                          |
| 114638 -              | 2003 EP29              | 6 de març, 2003      | Socorro              | LINEAR                          |
| 114639 -              | 2003 EF32              | 7 de març, 2003      | Kitt Peak            | Spacewatch                      |
| 114640 -              | 2003 EK35              | 7 de març, 2003      | Socorro              | LINEAR                          |
| 114641 -              | 2003 EX38              | 8 de març, 2003      | Kitt Peak            | Spacewatch                      |
| 114642 -              | 2003 EG39              | 8 de març, 2003      | Socorro              | LINEAR                          |
| 114643 -              | 2003 EY39              | 8 de març, 2003      | Socorro              | LINEAR                          |
| 114644 -              | 2003 EY40              | 8 de març, 2003      | Kitt Peak            | Spacewatch                      |
| 114645 -              | 2003 EZ40              | 8 de març, 2003      | Anderson Mesa        | LONEOS                          |
| 114646 -              | 2003 ER41              | 6 de març, 2003      | Socorro              | LINEAR                          |
| 114647 -              | 2003 ER44              | 7 de març, 2003      | Anderson Mesa        | LONEOS                          |
| 114648 -              | 203 EK45               | 7 de març, 2003      | Socorro              | LINEAR                          |
| 114649 Jeanneacker    | 2003 EN52              | 6 de març, 2003      | Saint-Sulpice        | B. Christophe                   |
| 114650 -              | 2003 EW52              | 8 de març, 2003      | Socorro              | LINEAR                          |
| 114651 -              | 2003 EZ52              | 8 de març, 2003      | Socorro              | LINEAR                          |
| 114652 -              | 2003 EU53              | 11 de març, 2003     | Socorro              | LINEAR                          |
| 114653 -              | 2003 EX55              | 9 de març, 2003      | Socorro              | LINEAR                          |
| 114654 -              | 2003 ER57              | 9 de març, 2003      | Socorro              | LINEAR                          |
| 114655 -              | 2003 ES57              | 9 de març, 2003      | Socorro              | LINEAR                          |
| 114656 -              | 2003 FE3               | 24 de març, 2003     | Socorro              | LINEAR                          |
| 114657 -              | 2003 FG3               | 24 de març, 2003     | Socorro              | LINEAR                          |
| 114658 -              | 2003 FP6               | 27 de març, 2003     | Needville            | L. Casady, P. Garossino         |
| 114659 Sajnovics      | 2003 FJ7               | 28 de març, 2003     | Piszkéstető          | K. Sárneczky                    |
| 114660 -              | 2003 FS7               | 30 de març, 2003     | Nashville            | R. Clingan                      |
| 114661 -              | 2003 FR11              | 23 de març, 2003     | Kitt Peak            | Spacewatch                      |
| 114662 -              | 2003 FA12              | 23 de març, 2003     | Kitt Peak            | Spacewatch                      |
| 114663 -              | 2003 FZ14              | 23 de març, 2003     | Catalina             | CSS                             |
| 114664 -              | 2003 FO15              | 23 de març, 2003     | Kitt Peak            | Spacewatch                      |
| 114665 -              | 2003 FS28              | 24 de març, 2003     | Haleakala            | NEAT                            |
| 114666 -              | 2003 FW36              | 23 de març, 2003     | Kitt Peak            | Spacewatch                      |
| 114667 -              | 2003 FQ37              | 23 de març, 2003     | Kitt Peak            | Spacewatch                      |
| 114668 -              | 2003 FN42              | 23 de març, 2003     | Kitt Peak            | Spacewatch                      |
| 114669 -              | 2003 FU43              | 23 de març, 2003     | Kitt Peak            | Spacewatch                      |
| 114670 -              | 2003 FT44              | 23 de març, 2003     | Haleakala            | NEAT                            |
| 114671 -              | 2003 FW44              | 24 de març, 2003     | Kitt Peak            | Spacewatch                      |
| 114672 -              | 2003 FU45              | 24 de març, 2003     | Kitt Peak            | Spacewatch                      |
| 114673 -              | 2003 FY46              | 24 de març, 2003     | Kitt Peak            | Spacewatch                      |
| 114674 -              | 2003 FU49              | 24 de març, 2003     | Haleakala            | NEAT                            |
| 114675 -              | 2003 FV49              | 24 de març, 2003     | Haleakala            | NEAT                            |
| 114676 -              | 2003 FZ49              | 24 de març, 2003     | Haleakala            | NEAT                            |
| 114677 -              | 2003 FD52              | 25 de març, 2003     | Palomar              | NEAT                            |
| 114678 -              | 2003 FU53              | 25 de març, 2003     | Kitt Peak            | Spacewatch                      |
| 114679 -              | 2003 FJ54              | 25 de març, 2003     | Haleakala            | NEAT                            |
| 114680 -              | 2003 FE56              | 26 de març, 2003     | Kitt Peak            | Spacewatch                      |
| 114681 -              | 2003 FK71              | 26 de març, 2003     | Kitt Peak            | Spacewatch                      |
| 114682 -              | 2003 FH72              | 26 de març, 2003     | Palomar              | NEAT                            |
| 114683 -              | 2003 FC73              | 26 de març, 2003     | Haleakala            | NEAT                            |
| 114684 -              | 2003 FV76              | 27 de març, 2003     | Palomar              | NEAT                            |
| 114685 -              | 2003 FM79              | 27 de març, 2003     | Kitt Peak            | Spacewatch                      |
| 114686 -              | 2003 FN80              | 27 de març, 2003     | Socorro              | LINEAR                          |
| 114687 -              | 2003 FC81              | 27 de març, 2003     | Socorro              | LINEAR                          |
| 114688 -              | 2003 FK81              | 27 de març, 2003     | Catalina             | CSS                             |
| 114689 Tomstevens     | 2003 FJ84              | 28 de març, 2003     | Needville            | Needville                       |
| 114690 -              | 2003 FK87              | 28 de març, 2003     | Catalina             | CSS                             |
| 114691 -              | 2003 FJ88              | 28 de març, 2003     | Kitt Peak            | Spacewatch                      |
| 114692 -              | 2003 FW89              | 29 de març, 2003     | Anderson Mesa        | LONEOS                          |
| 114693 -              | 2003 FC93              | 29 de març, 2003     | Anderson Mesa        | LONEOS                          |
| 114694 -              | 2003 FC99              | 30 de març, 2003     | Socorro              | LINEAR                          |
| 114695 -              | 2003 FS102             | 31 de març, 2003     | Socorro              | LINEAR                          |
| 114696 -              | 2003 FY106             | 27 de març, 2003     | Anderson Mesa        | LONEOS                          |
| 114697 -              | 2003 FS109             | 28 de març, 2003     | Kitt Peak            | Spacewatch                      |
| 114698 -              | 2003 FG114             | 31 de març, 2003     | Kitt Peak            | Spacewatch                      |
| 114699 -              | 2003 FO115             | 31 de març, 2003     | Socorro              | LINEAR                          |
| 114700 -              | 2003 FV115             | 31 de març, 2003     | Socorro              | LINEAR                          |